# Той-Тебе (Раздольненский район)
Той-Тебе́ (укр. Той-Тьобе, крымскотат. Toy Töbe, Той Тёбе) — исчезнувшее село в Раздольненском районе Республики Крым Республики Крым (согласно административно-территориальному делению Украины — Автономной Республики Крым), располагавшийся на юге района, в степной зоне Крыма в Каймачинской балке, примерно в 2 км на запад от современного села Солдатское.

## История
Первое документальное упоминание села встречается в Камеральном Описании Крыма… 1784 года, судя по которому, в последний период Крымского ханства Тот Евы входил в Шейхелский кадылык Козловского каймаканства. После присоединения Крыма к России (8) 19 апреля 1783 года, (8) 19 февраля 1784 года, именным указом Екатерины II сенату, на территории бывшего Крымского Ханства была образована Таврическая область и деревня была приписана к Евпаторийскому уезду. После Павловских реформ, с 1796 по 1802 год, входила в Акмечетский уезд Новороссийской губернии. По новому административному делению, после создания 8 (20) октября 1802 года Таврической губернии, Той-Тёбе был включён в состав Хоротокиятской волости Евпаторийского уезда.
По Ведомости о волостях и селениях, в Евпаторийском уезде с показанием числа дворов и душ… от 19 апреля 1806 года в деревне Тойтебе числился 21 двор и 148 крымских татар. На военно-топографической карте генерал-майора Мухина 1817 года деревня Тойтебе обозначена с 20 дворами.. После реформы волостного деления 1829 года Тойтебе, согласно «Ведомости о казённых волостях Таврической губернии 1829 года», отнесли к Аксакал-Меркитской волости (переименованной из Хоротокиятской). На карте 1836 года в деревне 20 дворов, как и на карте 1842 года, где Тойтебе также обозначен с 20 дворами.
В 1860-х годах, после земской реформы Александра II, деревню приписали к Чотайской волости. В «Списке населённых мест Таврической губернии по сведениям 1864 года», составленном по результатам VIII ревизии 1864 года, Тойтебе — владельческая татарско-русская деревня, с 6 дворами, 34 жителями и мечетью при колодцах. По обследованиям профессора А. Н. Козловского 1867 года, вода в колодцах деревни была «хорошая, пресная», а их глубина достигала 20—25 саженей (42—53 м). На трехверстовой карте Шуберта 1865—1876 года в деревне обозначено 7 дворов. В «Памятной книге Таврической губернии 1889 года», по результатам Х ревизии 1887 года, в Тай-Тебе числилось 26 дворов и 141 житель. На верстовой карте 1890 года в Тойтебе 29 дворов с русско-татарским населением. Согласно «…Памятной книжке Таврической губернии на 1892 год», в деревне Тойтабе, входившей в Нурельдинский участок, было 99 жителей в 14 домохозяйствах.
Земская реформа 1890-х годов в Евпаторийском уезде прошла после 1892 года, в результате Тойтебе приписали к Агайской волости. По «…Памятной книжке Таврической губернии на 1900 год» в Тойтебе числилось 160 жителей в 23 дворах. По Статистическому справочнику Таврической губернии. Ч.II-я. Статистический очерк, выпуск пятый Евпаторийский уезд, 1915 год, в деревне Тойтебе старая Агайской волости Евпаторийского уезда числилось 5 дворов со смешанным населением (1 двор с землёй, 4 — безземельные) в количестве 17 человек приписных жителей и 3 — «посторонних», из которых 9 мужчин и 11 женщин. Жители владели 403 десятинами удобной земли. В хозяйствах имелось 35 лошадей, 7 коров и 80 голов мелкого скота.
После установления в Крыму Советской власти, по постановлению Крымревкома от 8 января 1921 года № 206 «Об изменении административных границ» была упразднена волостная система и село вошло в состав Евпаторийского района Евпаторийского уезда, а в 1922 году уезды получили название округов. 11 октября 1923 года, согласно постановлению ВЦИК, в административное деление Крымской АССР были внесены изменения, в результате которых округа были отменены и произошло укрупнение районов — территорию округа включили в Евпаторийский район. Согласно Списку населённых пунктов Крымской АССР по Всесоюзной переписи 17 декабря 1926 года, в селе Тойтебе Старый, Отешского сельсовета Евпаторийского района, числилось 8 дворов, все крестьянские, население составляло 38 человек, из них 32 украинца и 6 русских. После создания 15 сентября 1931 года Фрайдорфского (переименованного в 1944 году в Новосёловский) еврейского национального района, село включили в его состав.. Если на километровой карте Генштаба Красной армии 1941 года Тойтебе ещё обозначен, то на двухкилометровке РККА 1942 года его уже нет и в дальнейшем в доступных источниках не встречается.